# Референдумы в Швейцарии (1921)
Референдумы в Швейцарии проходили 30 января и 22 мая 1921 года. На январские референдумы были вынесены вопросы о договорах, подписываемых более чем на 15 лет, и отмена военных трибуналов. Предложение о договорах было принято, а о военных трибуналах — отвергнуто. В мае проводились конституционные референдумы о введении Статей 37-бис и 37-тер о дорожном движении и авиации и о введении только Статьи 37-тер об авиации. Обе статьи были одобрены.

## Избирательная система
Референдумы о договорах и отмене военных трибуналов были гражданскими инициативами и требовали двойного большинства для одобрения: как большинства голосов избирателей, так и большинства кантонов. Конституционные референдумы были обязательными и также требовали двойного большинства для одобрения.

## Результаты

### О долговременных договорах
| Выбор                                | Общее голосование | Общее голосование | Кантоны | Кантоны | Кантоны |
| Выбор                                | Голосов           | %                 | Полных  | Полу-   | Всего   |
| ------------------------------------ | ----------------- | ----------------- | ------- | ------- | ------- |
| За                                   | 398 548           | 71,4              | 17      | 6       | 20      |
| Против                               | 160 004           | 28,6              | 2       | 0       | 2       |
| Пустых бюллетеней                    | 48 783            | -                 | -       | -       | -       |
| Недействительных бюллетеней          | 3 076             | -                 | -       | -       | -       |
| Всего                                | 610 411           | 100               | 19      | 6       | 22      |
| Зарегистрированных избирателей/ Явка | 967 289           | 63,1              | -       | -       | -       |
| Источник: Nohlen & Stöver            |                   |                   |         |         |         |

### Отмена военных трибуналов
| Выбор                                | Общее голосование | Общее голосование | Кантоны | Кантоны | Кантоны |
| Выбор                                | Голосов           | %                 | Полных  | Полу-   | Всего   |
| ------------------------------------ | ----------------- | ----------------- | ------- | ------- | ------- |
| За                                   | 198 696           | 33,6              | 3       | 0       | 3       |
| Против                               | 393 151           | 66,4              | 16      | 6       | 19      |
| Пустых бюллетеней                    | 15 837            | -                 | -       | -       | -       |
| Недействительных бюллетеней          | 2 727             | -                 | -       | -       | -       |
| Всего                                | 610 411           | 100               | 19      | 6       | 22      |
| Зарегистрированных избирателей/ Явка | 967 289           | 63,1              | -       | -       | -       |
| Источник: Nohlen & Stöver            |                   |                   |         |         |         |

### Введение Статей 37-бис и 37-тер в Конституцию
| Выбор                                | Общее голосование | Общее голосование | Кантоны | Кантоны | Кантоны |
| Выбор                                | Голосов           | %                 | Полных  | Полу-   | Всего   |
| ------------------------------------ | ----------------- | ----------------- | ------- | ------- | ------- |
| За                                   | 206 297           | 59,8              | 14      | 3       | 15,5    |
| Против                               | 138 876           | 40,2              | 5       | 3       | 6,5     |
| Пустых бюллетеней                    | 27 957            | -                 | -       | -       | -       |
| Недействительных бюллетеней          | 791               | -                 | -       | -       | -       |
| Всего                                | 373 921           | 100               | 19      | 6       | 22      |
| Зарегистрированных избирателей/ Явка | 969 522           | 38,6              | -       | -       | -       |
| Источник: Nohlen & Stöver            |                   |                   |         |         |         |

### Введение Статьи 37-тер в Конституцию
| Выбор                                | Общее голосование | Общее голосование | Кантоны | Кантоны | Кантоны |
| Выбор                                | Голосов           | %                 | Полных  | Полу-   | Всего   |
| ------------------------------------ | ----------------- | ----------------- | ------- | ------- | ------- |
| За                                   | 210 447           | 62,2              | 18      | 5       | 20,5    |
| Против                               | 127 943           | 37,8              | 1       | 1       | 1.5     |
| Пустых бюллетеней                    | 32 859            | -                 | -       | -       | -       |
| Недействительных бюллетеней          | 8 938             | -                 | -       | -       | -       |
| Всего                                | 373 187           | 100               | 19      | 6       | 22      |
| Зарегистрированных избирателей/ Явка | 969 522           | 38,4              | -       | -       | -       |
| Источник: Nohlen & Stöver            |                   |                   |         |         |         |